# Mariano I de Arborea
Mariano I de Lacon-Serra ou Mariano de Zori, nascido Mariano de Lacon-Zori (m. 1070), foi juiz-rei de Arborea de 1060 até à sua morte. 
Membro da família Zori, era filho de Torquitório Barisão de Lacon-Gunale , juíz de Arborea e Logudoro. Em 1060 o pai decidiu dedicar-se exclusivamente ao governo do segundo julgado e abdicou do primeiro para Mariano. Pouco se sabe sobre o seu governo.
De uma esposa desconhecida, Mariano teve pelo menos um filho, Orzoco,que lhe sucederia no julgado.